# Советская (озеро)
Советская (англ. Sovetskaya lake) — подлёдное озеро в Антарктиде. Открыто вместе с озером по координатам 77° S 90° E в январе 2006 года Робином Беллом (англ. Robin Bell) и Майклом Стадинджером (англ. Michael Studinger), геофизиками из Земной обсерватории Ламон-Доэрти Колумбийского университета, и названо в честь ныне законсервированной советской научной станции Советская, так как оно находится примерно в 2,5 километрах под ней. Ориентировочная площадь — 1600 км², ориентировочный возраст — 35 млн лет, предполагаемая глубина — около 900 м, температура воды постоянна и составляет −2 °C.
Обнаружению озера предшествовали глубокие научные изыскания: были использованы съёмки со спутников, измерения гравитации, лазерные альтиметры и даже информация, собранная советскими обитателями станции в 1958—1959 годах.
Не исключается возможность существования жизни в озере, причём, поскольку озеро было изолировано от внешней среды много миллионов лет, возможно обнаружение в нём «доисторических» экосистем, подверженных альтернативной эволюции. Вопрос о бурении над озером обсуждается в международном масштабе.